# 반사성
반사성(潘仕成, 1804년 ~ 1873년)은 원래 복건 장주 출신이며 그의 가족은 여러 세대에 걸쳐 광주에서 살았다. 자는 덕여(德畬), 덕여(德輿)이다. 그의 조상은 반사성 시대에 3대째였다. 광주 13선 출신의 부유한 가문 출신으로, 청나라 말기에 부유한 자선가가 되었다.

## 참고
- 《陽羨砂壺圖考》
- 《淸代潘仕成海山仙館尺素遺芬史考》